# Blind Lemon Jefferson

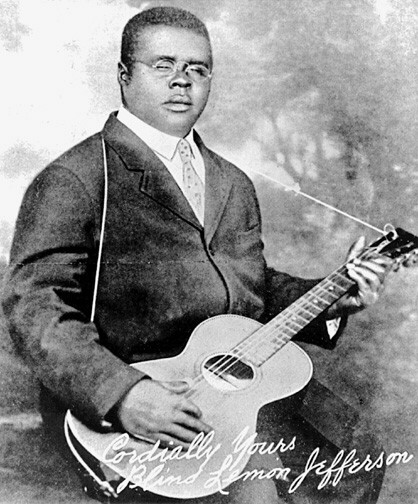
Blind Lemon Jefferson

Clarence Lemon Jefferson, mer känd som Blind Lemon Jefferson, född eventuellt 1893 (se nedan) i Coutchman, Texas, död 19 december 1929 i Chicago, Illinois, var en amerikansk bluesmusiker (gitarrist och sångare). Han blev blind i unga år, mest troligt redan från födseln. Enligt vissa källor skall han inte ha varit helt blind.

## Uppväxt och karriär

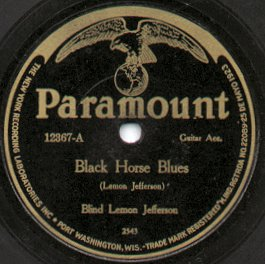
Black Horse Blues. Skivetikett från Paramount

Ingen vet egentligen när han föddes. Årtal från 1887 till 1897 finns angivna men vad gäller dokumentering av svarta artister i USA i slutet av 1800-talet var det inget som ansågs viktigt.
Det är inget ovanligt i att han blev döpt till Lemon då detta var ett vanligt förnamn på både pojkar och flickor vid tiden för hans födelse.
Han började sin karriär med att spela på fester och olika högtider.
Som tonåring levde han på att sjunga och spela i olika städer i Texas. 1917 flyttade han till Dallas där Blind Lemon ibland framträdde tillsammans med Huddie Ledbetter, mer känd som Leadbelly. 
Jefferson skrev många egna låtar som spelades in på Paramount Records i Chicago dit han flyttade antingen i december 1925 eller januari 1926. I Want to Be Like Jesus in My Heart och All I Want is That Pure Religion är de två första inspelningarna och de gavs ut under hans pseudonym Deacon L. J. Bates. Booster Blues och Dry Southern Blues var de första låtarna under eget namn.

## Legenden
Hur, när och var han lärde sig spela gitarr är det ingen som vet men Jefferson var en av de mer populära bluessångarna under 1920-talet och anses än idag som en stilbildare.
Hans liv beskrivs i flera versioner, från den gudfruktiga mannen med ett sunt leverne till artisten som lika gärna spelade för sprit och damer.
Blind Lemon Jefferson dog, enligt hans producent, i bilen efter en hjärtattack och blev lämnad i en snödriva av chauffören medan andra uppgifter gör gällande att han dog på en äkta bluessångares sätt, ihjälfrusen i en snödriva med gitarren bredvid sig.

## Graven
Blind Lemon Jefferson ligger begravd på Blind Lemon Memorial Cemetery, tidigare Wortham Black Cemetery och Wortham Negro Cemetery i Texas. Ända fram till 1967 fanns ingen gravsten eller minnesmärke över honom. En minnessten i granit restes sen till hans minne med inskriptionen "Lord, it's one kind favor I'll ask of you. See that my grave is kept clean." och är tagen ur Blind Lemons låt See that my grave is kept clean.

## Övrigt
- Sången Matchbox Blues spelades in mer än 30 år senare av The Beatles.
- Bob Dylan har See That My Grave Is Kept Clean på sitt debutalbum.
- Karaktären Bleeding Gums Murphy i tv-serien Simpsons bygger delvis på Blind Lemon[6].
- 1980 valdes Blind Lemon Jeffersson in i Blues Hall of Fame[7]

## Sånger i urval
- "Long Lonesome Blues" (1926)
- "Blind Lemon's Penitentiary Blues" (1928)
- "Pneumonia Blues" (1929)